# Tiago Mendes
Tiago Cardoso Mendes OIH, conhecido como Tiago (Viana do Castelo, 2 de Maio de 1981) é um ex-futebolista e atual treinador português.
Fez parte da equipa da Selecção Portuguesa de Futebol que conquistou o 4° lugar no Mundial de 2006. Também foi convocado para a Copa do Mundo de 2010.
No dia 17 de Janeiro de 2011, Tiago decidiu abandonar oficialmente a Selecção Nacional justificando a decisão numa carta enviada à Federação Portuguesa de Futebol, alegando motivos pessoais e a necessidade de dar oportunidade a jogadores mais jovens.
Tiago terminava assim a sua carreira internacional, depois de 58 jogos e 3 golos marcados ao serviço da equipa das quinas. Mas em outubro de 2014, ele decide voltar à sua selecção nacional.

## Historial
Tiago Cardoso Mendes, conhecido somente como Tiago, nasceu em Viana do Castelo, a 2 de Maio de 1981. 

## Início no futebol
Foi educado, desde tenra idade, para a prática do futebol, vendo ser-lhe traçado o destino ainda antes de chegar à escola primária. O seu pai foi quem sempre mais incentivou o Tiago a trilhar os caminhos do futebol. O pai, ex-futebolista ao nível de clubes regionais (Darquense, Limianos ou o Vianense).
Tiago integrou as escolinhas do Vianense desde os 7 ou 8 anos de idade.
Aos 13 anos, no Vianense, jogava como ponta-de-lança mas ainda passou pelo lado esquerdo do meio-campo.

## Troca do futebol pelo andebol
Já nos iniciados, como não tinha oportunidades no clube, o facto de ser um rapaz franzino fez com que começasse a ser preterido em relação aos colegas mais velhos.
Assim, em 1995, deixou o futebol, para se dedicar ao andebol na equipa do bairro onde sempre viveu - Capitães de Abril. No andebol foi guarda-redes, representou a selecção distrital e chegou a ser considerado o "jogador mais espectacular" num torneio internacional de praia.
No entanto esta modalidade durou apenas dois anos e aos 15 regressou ao futebol.

## Regresso ao futebol
Um familiar de Tiago (José Santos) ingressou nos quadros técnicos das camadas de formação do Âncora Praia, surgindo assim a oportunidade de voltar ao Futebol, então na modesta formação do Âncora-Praia, o clube de Vila Praia de Âncora, mas só começou a jogar oficialmente um ano mais tarde, já que a equipa não dispunha de juvenis. Assim aos 15 anos já jogava nos juniores.

## Salto para o SC Braga
Ainda como juvenil de primeiro ano, mas a jogar nos juniores, num jogo no “nacional” desse escalão contra o SC Braga, acabou por despertar o interesse destes e ingressa no SC Braga descendo um degrau de volta ao “seu” escalão de juvenis e só voltar no ano seguinte aos juniores.

## Ingresso no escalão de seniores
No seu segundo ano no escalão de juniores, salta para a equipa principal do SC Braga (Seniores), sem passar pela recém-criada equipa B, quando o treinador da equipa principal, Manuel Cajuda, assistiu a um treino dos juniores e o catapultou para os seniores uma semana depois.
Manuel Cajuda, o auto-intitulado "padrinho desportivo" de Tiago, é visto pelos entes próximos do atleta como elemento fundamental no seu lançamento ao mais alto nível, apesar de outro técnico que o próprio Tiago guarda no coração é José Maria, pela forma como o acolheu quando chegou aos iniciados do SC Braga, pela forma como o acarinhou desde o início.

## Estreia na Primeira Liga
No dia 22 de Agosto de 1999, lançado por Manuel Cajuda, Tiago estreia-se na Primeira Liga, com apenas 18 anos, jogando 68 minutos com o Alverca.
Na época 1999/2000, ainda com idade de júnior, participou em 18 jogos da formação principal.

## Transferência para o SL Benfica
Na época seguinte cumpriu 27 jogos e tinha já o estatuto de "indiscutível" quando, nesse início de ano, o Benfica ganhou a corrida ao FC Porto para assegurar os seus serviços. Foi o terceiro maior negócio da história do clube (SC Braga).
Em Janeiro de 2001 assina contrato com o Benfica e rapidamente torna-se numa jovem pérola do futebol português.
Tiago foi um médio defensivo que mostrou versatilidade: a defender, a atacar e a marcar alguns golos. A boa cultura táctica completa o perfil de um jogador que no Benfica ganhou o seu primeiro título (taça de Portugal 2004)

## Internacionalização em clubes
Depois de uma alegada e inesperada confusão relacionada com José Veiga e Luís Filipe Vieira, Tiago foi transferido para o Chelsea FC. Onde na sua estreia marcou o seu primeiro golo pelo clube inglês. O seu contrato era de 4 épocas e com o valor rendeu ao Benfica Sad, esta serviu-se para pagar os novos reforços dos encarnados.
Ganhou um título no clube inglês, e, pouco mais de um ano depois de ter trocado o Benfica pelo Chelsea, Tiago rumou a França, onde passou a representar o Olympique Lyonnais. Foi duas vezes campeão em Lyon.
Transferiu-se para Itália Juventus.
Tiago foi num mercado de inverno emprestado aos espanhóis do Atlético de Madrid e era para lá que se quereria transferir, situação que acabou por ocorrer em Julho de 2011.
A 2 de Maio de 2010, dia em que festejava o seu 29.º aniversário, marcou um golo, num jogo em que o Atlético de Madrid perdeu por 3-1 com o Sevilha. Luís Fabiano abriu o marcador após uma falha defensiva do At. Madrid num pontapé de canto, mas Tiago respondeu de imediato, aproveitando um mau alívio para restabelecer o empate. Mas aos 15 minutos já os sevilhanos venciam por 2-1.

## Mundial de 2010 na África do Sul
A 5 de Julho de 2004 foi feito Oficial da Ordem do Infante D. Henrique.
Tiago voltou a merecer a confiança de Carlos Queiroz e foi convocado pelo seleccionar nacional para o Mundial de 2010 na África do Sul.
Marcou dois dos sete golos da selecção nacional contra a Coreia do Norte (segundo jogo efectuado pela seleção portuguesa na fase de grupos do Mundial).
Relatos de Itália asseguravam que o médio Tiago iria jogar no Atlético Madrid na temporada seguinte (2010/2011). Segundo a imprensa italiana, o emblema espanhol e a Juventus já haviam chegado a acordo e até são avançados valores para o ordenado do português. Os colchoneros iriam adquirir o passe do internacional português que disputava o Mundial na África do Sul por Portugal. A Vecchia Signora acaba por aceitar a proposta quando Tiago rumou a meio da época passada ao Vicente Calderón. Quem poderia voltar a beneficiar com esta transferência são os clubes minhotos, Âncora Praia e Vianense que dispõem dos direitos de formação do atleta. Tiago poderia assinar um contrato com uma duração de duas temporadas.

## Homenagem: Tiago passa a ser embaixador de Viana do Castelo
O executivo da Câmara Municipal de Viana do Castelo recebeu a 3 de Agosto de 2010 em audiência o jogador vianense Tiago, iniciativa esta que terá sido agendada a pedido do Presidente da Câmara. A iniciativa serviu para que o Presidente da Câmara Municipal (José Maria Costa) saudasse e felicitasse o desempenho do jogador vianense no Mundial de Futebol 2010 e na sua carreira profissional e para dar a conhecer a nova marca de Viana do Castelo: “Viana Fica no Coração”.

## Tiago diz "adeus" à Seleção Nacional
O internacional português Tiago deixou de estar disponível para representar a seleção nacional, terá justificado a sua decisão alegando “motivos pessoais e o desejo de dar oportunidade a novos valores”.
O jogador junta-se ao lote de internacionais que abandonaram a equipa nacional logo após o mundial da África do Sul, Miguel, Simão Sabrosa e Paulo Ferreira. No entanto, acabaria por regressar em 2014 à selecção, tendo admitido alguma imaturidade na anterior tomada de posição.

## Fim de carreira como jogador
Na época de 2011/2012 Tiago manteve-se nos colchoneros do Atlético de Madrid. Em outubro de 2014, ele decide voltar à sua selecção nacional, sendo um dos convocados pelo seleccionador português Fernando Santos.
No dia 25 de fevereiro de 2015, tornou-se no primeiro jogador do Atlético de Madrid a receber um cartão vermelho na UEFA Champions League na derrota por 1 a 0 frente ao Bayer Leverkusen, recebendo dois cartões amarelos, ambos por entradas duras em Karim Bellarabi.

### Treinador Adjunto
Em 2017, após se aposentar, Tiago foi confirmado como treinador adjunto de Diego Simeone.

## Títulos
Sport Lisboa e Benfica
- Taça de Portugal: 2003-04

 Chelsea
- Campeonato Inglês: 2004-05
- Taça da Liga Inglesa: 2004-05
- Supercopa da Inglaterra: 2005

 Lyon
- Campeonato Francês: 2005-06, 2006-07
- Copa da França: 2006

 Atlético de Madrid
- Liga Europa: 2011-12
- Copa do Rei: 2012-13
- La Liga: 2013–14
- Supercopa de Espanha: 2014
- Troféu Ramón de Carranza: 2014, 2015